# قناة الزيتونة
قناة الزيتونة هي قناة تلفزيونية متنوعة خاصة تونسية. أسست وأطلقت في 2012. يعتبرها البعض قريبة من حزب حركة النهضة، إذ أن مؤسسها أسامة بن سالم هو ابن القيادي في الحزب والوزير السابق المنصف بن سالم. ولكن أسامة باع اسهمه في القناة لصالح شريكه في التاسيس، سامي الصيد المالك الحالي للقناة والذي لا ينتمي لحزب النهضة.

## عقوبات
في 6 أكتوبر 2014، وفي فترة الحملة الانتخابية في الانتخابات التشريعية التونسية 2014، بثت القناة ومضة إشهارية إنتهت بعرض شعار حركة النهضة الرسمي وشعارها الانتخابي. إعتبرته الهيئة العليا المستقلة للاتصال السمعي البصري مع خروقات في قنوات أخرى، خرقا للمادة 116 المتعلق بحرية البث التلفزي والقانون الانتخابي، ولذلك تم تغريمها ب000 10 دينار تونسي.

## البرامج
| البرنامج          | المقدم                     | البث     | البث المباشر |
| ----------------- | -------------------------- | -------- | ------------ |
| الصوت الحر        | رحاب السهيلي               | كل يوم   |              |
| ضد التيار         | إلياس القرقوري             | السبت    |              |
| الزيتونة سبور     | جمال القاسمي               | الخميس   |              |
| بالمرصاد          | الحسين بن عمر              | الجمعة   |              |
| نقطة ساخنة        | مقداد الماجري              | الإثنين  |              |
| الشريعة والقانون  | منعم التركي ثم هيثم الإمام | الثلاثاء |              |
| من غرفة الأخبار   | صالح عطية                  | كل يوم   |              |
| فتاوى على المباشر | هيثم الإمام                | الأحد    |              |
| نقرأ الحدث        | صالح عطية                  | الإربعاء |              |
| العمق الليبي      | محمد فراتي                 | السبت    |              |
| نافذة فلسطين      | سامي برهوم                 |          |              |
| لقاء خاص          | هيثم الإمام                |          |              |
| مجتمعنا المدني    |                            |          | توقف         |
| مع الناس          |                            |          | توقف         |

## مقالات ذات صلة
- البث التلفزي في تونس

## روابط خارجية
- الموقع الرسمي لقناة الزيتونة.